# Phubbing

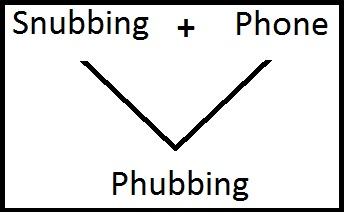
Le mot-valise en.

Le phubbing, mot-valise anglais formé à partir de phone (« téléphone ») et de snubbing (« snober, ignorer ») et qui peut se traduire par « télésnober », est l'acte d'ignorer des personnes physiquement présentes en consultant son téléphone plutôt que de communiquer avec elles. Celui qui se comporte de la sorte est appelé un phubber.

## Historique

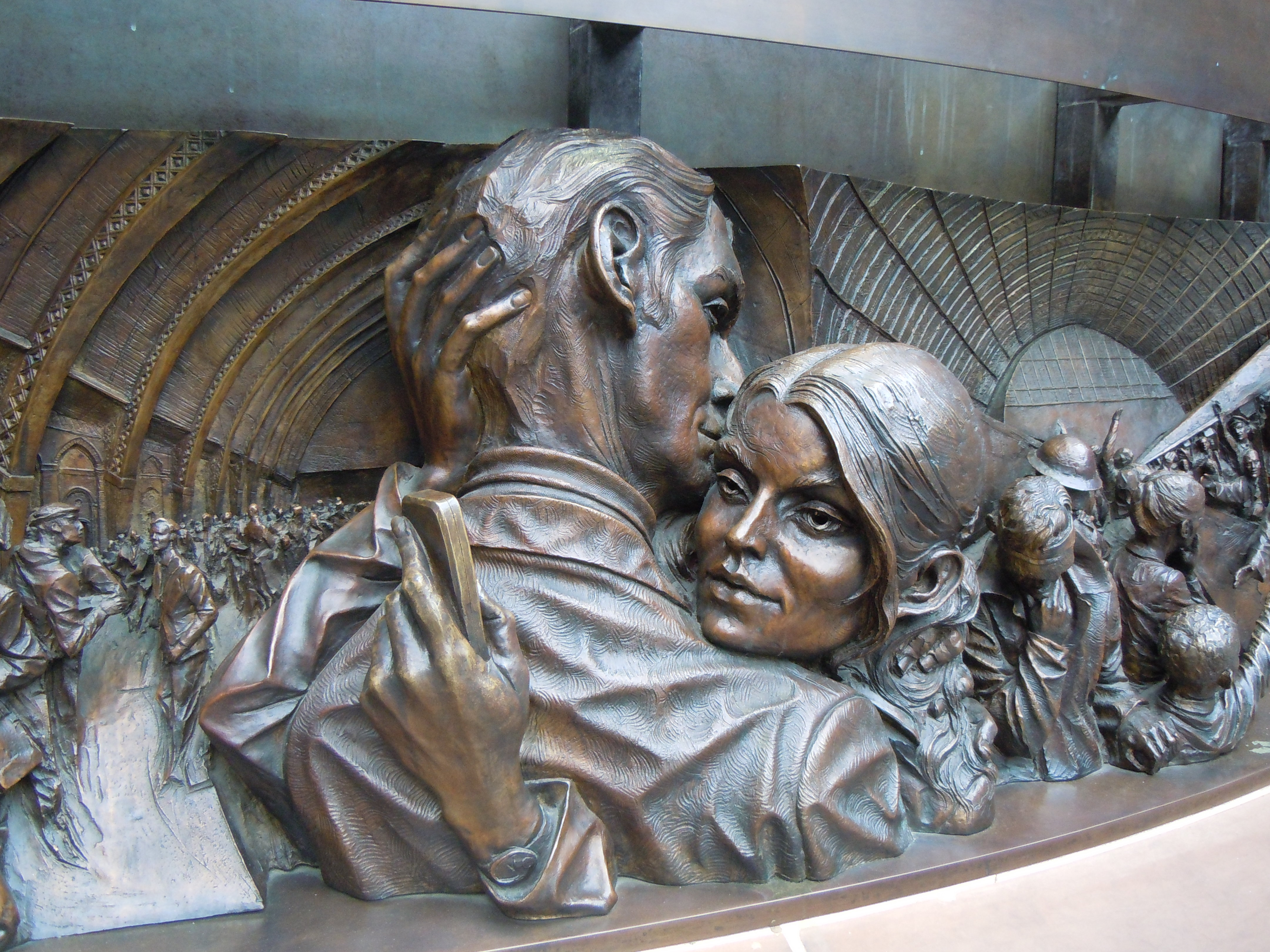
Une jeune femme phubbant son ami, frise sous la sculpture en de Paul Day à la Gare de Saint-Pancras.

Le terme phubbing est lancé le 22 mai 2012 par l'agence McCann pour promouvoir la dernière édition du dictionnaire d'anglais-australien de Macquarie Dictionary (en), l'agence invitant à cette occasion un groupe d'universitaires de l'université de Sydney (lexicographe, phonéticien, cruciverbiste, poète, auteurs) à créer ce néologisme.
Ce comportement antisocial des connected people s'est développé avec l'avènement du smartphone, particulièrement dans les pays développés. Au Royaume-Uni où un sondage réalisé en 2013 par la société d'étude de marché YouGov révèle que 54 % des Britanniques déclarent consulter Facebook, Twitter ou d'autres réseaux sociaux tous les jours, 16 % le consultant plus de dix fois par jour et 63 % portant leur téléphone sur eux « presque tout le temps, ou tout le temps ». Un tiers d'entre eux reconnaît être des phubbers, 27 % d'entre eux répondant à un appel téléphonique pendant une conversation en face à face, 30 % en étant au restaurant et 19 % lorsqu'ils sont servis dans un magasin. Selon un sondage Ifop en 2013, 42 % des Français se considèrent nomophobes, 24 % des possesseurs de smartphone le consultent plusieurs fois par heure.
Afin de diffuser le terme, un responsable de la publicité de l'agence McCann, Alex Haigh, lance en 2013 le site stopphubbing.com,. D'autres formes de résistance anti-phubbing se manifestent, comme le phone stacking, « empilement de téléphones » au milieu de la table (si l'un des convives vérifie ses appels pendant le repas, il paie l'addition entière) ; chopes de bière « Offline Glass » conçues dans un bar à Sao Paulo au Brésil et dotées d'une fente à sa base qui ne se redresse que lorsque le smartphone est posé sur la table ; un restaurant de Los Angeles offre une ristourne de 5 % à ses clients qui acceptent de laisser leur portable à l’entrée ; création en France par le directeur d'agence publicitaire Guillaume Villemot de la « Journée Nationale de la Conversation » accompagnée d’un « festival des Conversations ».